# Banco Santander
«Banco Santander», також відома аід назвою Grupo Santander — найбільша фінансово-кредитна група в Іспанії з ринковою капіталізацією близько 92 млрд євро. Фінансові інститути компанії представлені практично у всіх країнах Центральної Європи і в Латинській Америці. Ключовий структурою групи є Banco Santander — найбільший банк Іспанії і, станом на вересень 2010 року, найбільший за капіталізацією банк єврозони. Штаб-квартира — у місті Сантандер що в провінції Кантабрія.

## Історія
Сучасна банківська група є результатом численних злиттів і поглинань. Свою історію Grupo Santander веде з 1857 року, коли був заснований Banco Santander.

### Злиття та поглинання

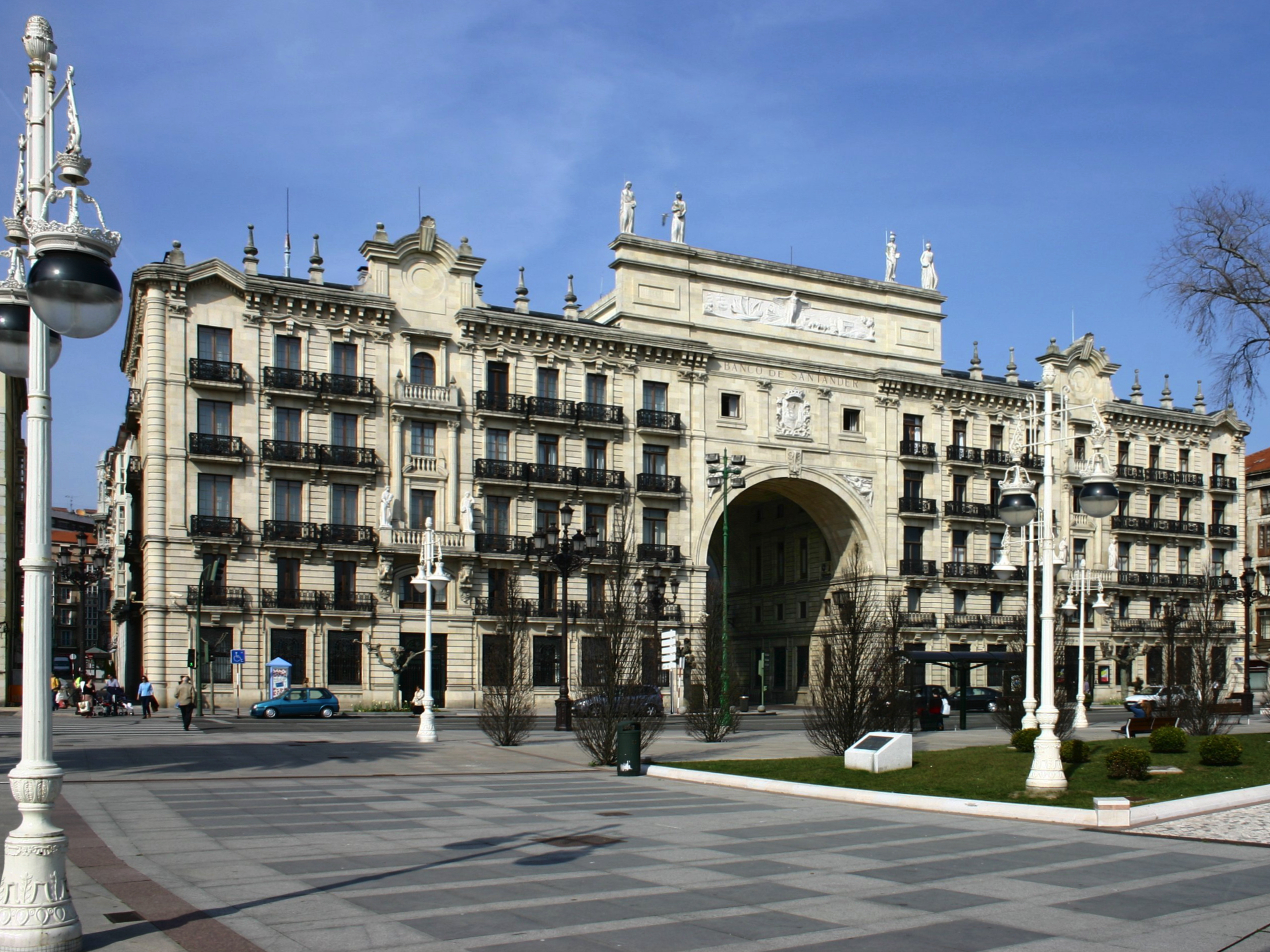
Штаб-квартира банку в Сантандері (2005)

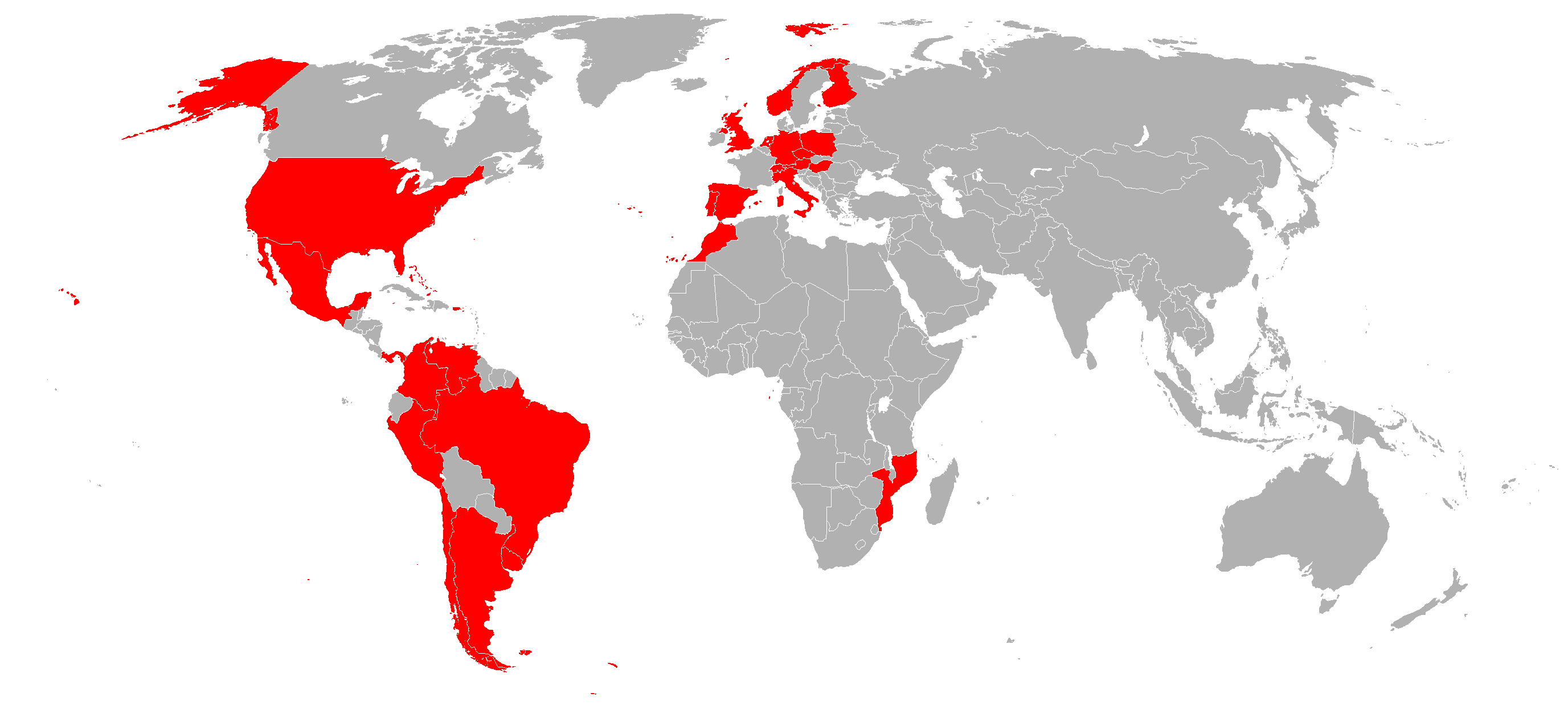
Країни присутності групи Santander (2010)

Тільки за 1985—2010 група витратила на поглинання $ 70 млрд.
У 2004 придбала найбільший британський банк «Abbey» більш ніж за 15 млрд доларів і стала десятим найбільшим банком у світі.
У липні 2010 року банк купив у шведського банку «SEB» за 555 млн євро 173 відділення в Німеччині, а в серпні того ж року купив у Великої Британії 318 відділень у Royal Bank of Scotland і викупив автокредити на суму $ 4,3 млрд у HSBC.
У вересні 2010 року Santander оголосив про купівлю в «Allied Irish Banks» (AIB) 70% в капіталі польського «Bank Zachodni WBK» (п'ятого за розміром активів у країні) за 4,2 млрд євро.

## Діяльність
Чистий прибуток фінансової групи Banco Santander у першому півріччі 2006 року зріс на 26,1%, до 3,22 млрд євро в порівнянні з 2,55 млрд євро, отриманими за перші шість місяців 2005 року. Операційний прибуток Santander за цей період вирос на 28,3%, до 5,66 млрд євро в порівнянні з 4,41 млрд євро в першому півріччі 2005 року.

## Спонсорство
У вересні 2007 року група оголосила про своє титульне спонсорство головного клубного футбольного турніру в Південній Америці — Кубка Лібертадорес, починаючи з 2008 року. Раніше турнір спонсорувала японська Toyota.
З 2010 року Santander є спонсором команди Scuderia Ferrari у Формулі-1.